# 小李飛刀 (1978年電視劇)
《小李飛刀》（The Romantic Swordsman I）是香港無線電視於1978年根據古龍小說《多情劍客無情劍》(前二十五回)改編所拍攝的電視連續劇，全劇共13集，編導、監製王天林，主要演員有朱江、黃元申、黃杏秀、李琳琳等。

## 故事大綱
故事主要講述少年劍客阿飛一心想揚名天下，在機緣巧合之下，結識了在兵器譜上排行第三，有「小李飛刀，例不虛發」之譽的李尋歡，兩人並且成為莫逆之交。
李尋歡從關外回到闊別二十年的家鄉，無意中重遇到義兄龍嘯雲及林詩音夫婦。林詩音原為李尋歡青梅竹馬的舊情人，是李尋歡為報龍嘯雲救命之恩而將林詩音讓給龍嘯雲的。龍嘯雲恐李尋歡與林詩音舊情復熾，竟誣陷李尋歡為重現江湖的梅花盜。
阿飛為救李尋歡而身受重傷，結果被天下第一美人林仙兒所救，阿飛亦對林仙兒之美貌十分迷戀。李尋歡其後在少林因梅花盜案受到武林公審，阿飛為替李尋歡洗脫嫌疑，不惜假冒梅花盜之名犯案但失手被擒。
眾人以阿飛的罪行脅迫李尋歡認罪，幸得少林高僧相助，破解了少林經書失竊之迷。少林方丈讓二人下山去偵查梅花盜的真正身份。阿飛調查到梅花盜正是林仙兒，在李尋歡揭穿林仙兒為真正的梅花盜之後，林仙兒與阿飛卻雙雙消失於武林中。

## 演員表
- 朱　江 飾 李尋歡
- 黃元申 飾 阿　飛
- 黃杏秀 飾 林仙兒
- 李琳琳 飾 林詩音(第一輯)
- 高妙思 飾 孫小紅 (第一輯)
- 江　濤 飾 龍嘯雲(第一輯)
- 嚴秋華 飾 龍小雲 (第一輯)
- 關　聰 飾 游龍生
- 何禮男 飾 荊無命
- 張　沖 飾 上官金虹(第二輯)
- 黃允材 飾 上官飛
- 駱　恭 飾 心　湖
- 江　毅 飾 心　眉
- 徐　條 飾 心　樹
- 羅國維 飾 心　鑒/七師弟
- 黃成想 飾 羅漢陣和尚
- 黃　新 飾 百曉生
- 徐廣林 飾 鐵傳甲
- 何璧堅 飾 孫駝子
- 翟　威 飾 諸葛雷
- 張　生 飾 虞二拐子
- 吳孟達 飾 孫　逵
- 徐新義 飾 蒼　蜂
- 陳榮輝 飾 洪漢民
- 何禮男 飾 白　蛇
- 陳嶺威 飾 黑　蛇
- 蕭鍵鏗 飾 黃童子
- 龍天生 飾 綠童子
- 關　鍵 飾 三師兄
- 高　崗 飾 趙正我
- 焦　雄 飾 田　七
- 馬慶生 飾 巴　英
- 馬劍棠 飾 天機老人 (孫老頭)(第一輯)
- 梁少狄 飾 西門柔
- 李家鼎 飾 諸葛剛
- 金興賢 飾 青魔手伊哭
- 列燕雲 飾 春桃/詩音女婢
- 劉　丹 飾 上官金雄 (第一輯)
- 陳榮峻
- 劉淑儀

## 歌曲
主題曲《小李飛刀》
- 作曲：顧嘉煇
- 填詞：盧國沾
- 主唱：羅文

插曲《刀光淚影》
- 作曲：顧嘉煇
- 填詞：盧國沾
- 主唱：羅文